# 月見橋 (富士川)
月見橋（つきみはし）は、山梨県西八代郡市川三郷町と南巨摩郡身延町を結ぶ、富士川に架かる山梨県道403号甲斐岩間停車場西島線のトラス橋である。

## 概要
- 活荷重 - 1等橋 (TL-20)
- 路線名 - 県道甲斐岩間停車場西島線
- 形式 - 鋼2径間連続下路トラス橋
- 橋長 - 156.400 m
  - 支間割 - (77.400 m + 78.000 m)
- 幅員
  - 車道 - 7.000 m
  - 歩道 - 片側2.000 m
- 床版 - 鉄筋コンクリート
- 総鋼重 - 615.027 t
- 施工 - トピー工業[注釈 1]・日本鋼管[注釈 2]・松尾橋梁[注釈 3]
- 工法 - トラッククレーン・ベント工法、ケーブルクレーン架設桁（受桁）工法
- 事業主体 - 山梨県峡南建設事務所

身延町西嶋と市川三郷町を結ぶ橋長156.4 m、橋巾7 mのトラス橋である。道路橋と側道橋は同一橋脚を共有し、別々の上部工からなる。

## 歴史
旧橋の諸元
- 活荷重 - 1等橋 (TL-20)
- 路線名 - 府県道岩間停車場西島線
- 形式 - 鋼4径間下路ワーレントラス橋
- 橋長 - 150.030 m
  - 支間割 - (77.400 m + 78.000 m)
- 有効幅員 - 4.000 m
- 床版 - 鉄筋コンクリート
- 橋脚 - 鉄筋コンクリート（井筒基礎25尺）[2]

橋梁の架設以前、当地には「岩崎の渡し」があり交通の要衝となっていた。明治以後何度か仮橋が架けられ、大正時代には人のみ通行可能な簡易な吊橋が架けられたが、洪水時・強風時には通行不可となる不便なものであった。このため、永久橋架設に向けた機運が高まっていた。初代の橋は西島村・楠甫村・岩間村の3村の人によって1927年（昭和2年）5月に道路組合が設立され、県当局の承認を経て1929年（昭和4年）8月に着工し、総工費70,241円を費やして1930年（昭和5年）7月25日に竣工式を迎えた。この橋は山梨県下の富士川に架かる永久トラス橋として最初に架設された。1937年（昭和12年）には橋畔に「観月橋碑」が建立されている。また、山梨県内の富士川沿いでは富士山が見える南限とされており、これより南の橋梁では天子山地に阻まれ見ることができない。
昭和50年代になると老朽化が進んだことから下流側に峡南橋が架橋されたが、その後月見橋も架け替えられ、1984年（昭和59年）に現在の橋に架け替えられた。